# Roberto Rosone
Roberto Rosone (Milano, 29 febbraio 1928 – Paderno Dugnano, 11 marzo 2010) è stato un banchiere italiano.
È stato il direttore generale e vicepresidente del Banco Ambrosiano ai tempi dello scandalo e del caso Calvi.

## Biografia
Figlio di un tranviere, partigiano nelle Brigate Garibaldine, entrò al Banco Ambrosiano nel 1946 da semplice impiegato. In breve tempo fece carriera fino ad ottenere la carica di Vice presidente dell'Ambrosiano a fianco del presidente Roberto Calvi. Nel 1981, in seguito all'arresto di Calvi per reati valutari legati al fallimento del Banco Ambrosiano, Rosone assunse la guida della banca e cominciò a tenere ordine nei suoi conti.
Martedì 27 aprile 1982 scampa ad un attentato nel centro di Milano: in via Ercole Oldofredi, nei pressi della Stazione Centrale: una mattina, mentre andava come al solito al lavoro, passa una Vespa con 2 persone e quella dietro tenta di sparagli, ma la pistola si inceppa e Rosone si allontana precipitosamente: il killer riesce a sparare, ferendolo alle gambe; nel frattempo, la guardia giurata, fuori dalla filiale del Banco Ambrosiano,  sopra la quale viveva Rosone,  interviene e spara al killer mortalmente. Si scopre che si tratta di Danilo Abbruciati, uno dei boss della Banda della Magliana.
Il tentato omicidio avvenne dopo che Rosone aveva vietato ulteriori crediti senza garanzia concessi dal Banco Ambrosiano ad alcune società legate a Flavio Carboni, il faccendiere sardo legato alla banda della Magliana e al boss mafioso Pippo Calò. Lo stesso Roberto Calvi si era infatti messo in affari con Carboni per tentare di salvare i conti del Banco e salvarsi dal processo in corso a suo carico. Come mandanti dell'agguato verranno prima condannati e poi assolti nel 1999 Carboni e Ernesto Diotallevi, affiliato della
Banda della Magliana, mentre Bruno Nieddu, complice di Abbruciati, verrà condannato a 10 anni e 6 mesi per tentato omicidio.
Roberto Rosone è morto all'età di 82 anni all'ospedale San Carlo di Paderno Dugnano.